# 日亜化学工業
日亜化学工業株式会社（にちあかがくこうぎょう）は、徳島県阿南市に本社を持つ化学会社。略称は日亜（にちあ）、日亜化学（にちあかがく）。発光ダイオードなどの電子デバイスや蛍光灯などに使われる蛍光体を扱う。以前は、ストレプトマイシンの製造にも携わっていた。2018年時点でのLED世界シェアは第一位であったが、2021年時点では世界第二位である。

## 概要
1956年、小川信雄が徳島県阿南市新野町に設立した。蛍光灯用の蛍光体、ブラウン管テレビ用の蛍光体のメーカーとして成長した。高輝度青色発光LEDを製品化以降は、製品で会社が世界的に知られるようになった。なお現在の主力製品は青色LEDと蛍光体を組み合わせて製品化した白色LEDであり、主に携帯電話のバックライト用として生産されている。

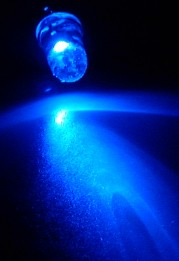
主力製品の一つである青色LED
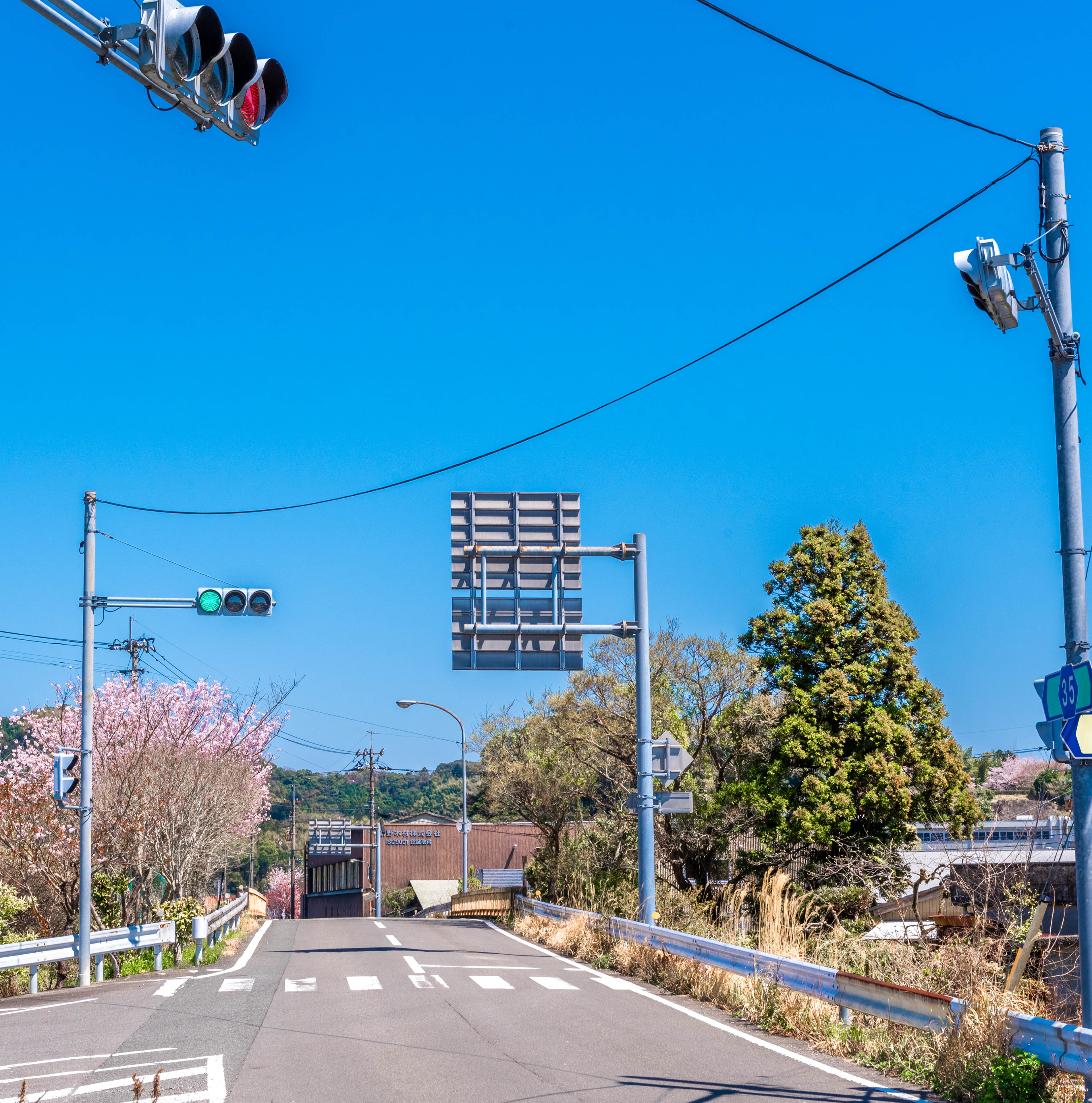
創業地（右奥）に最も近いLED信号交差点 新野町入田方面
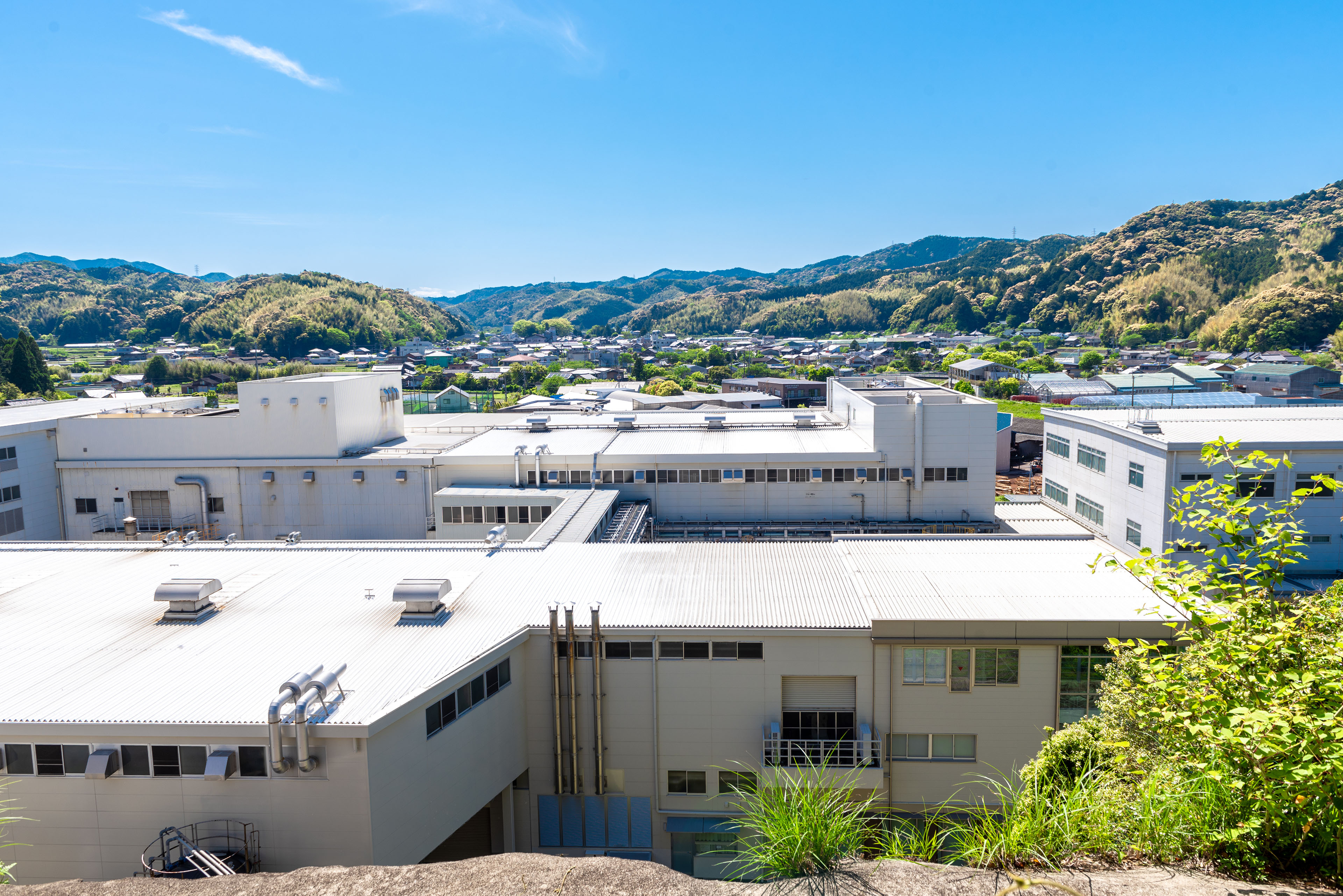
岡山城址から創業地日亜化学新野工場を見る
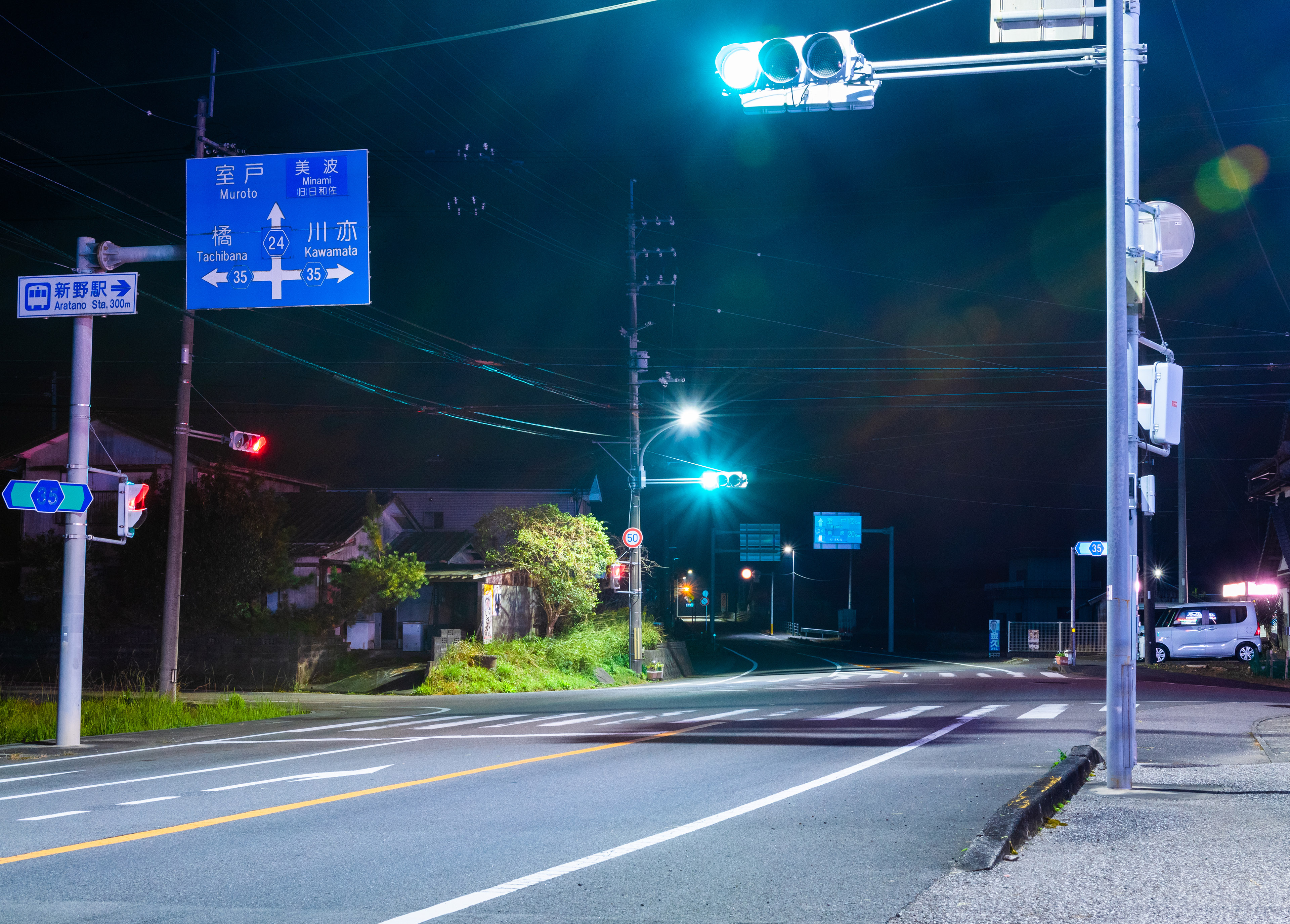
創業地から2番目に近いLED信号交差点 新野町花坂・是国
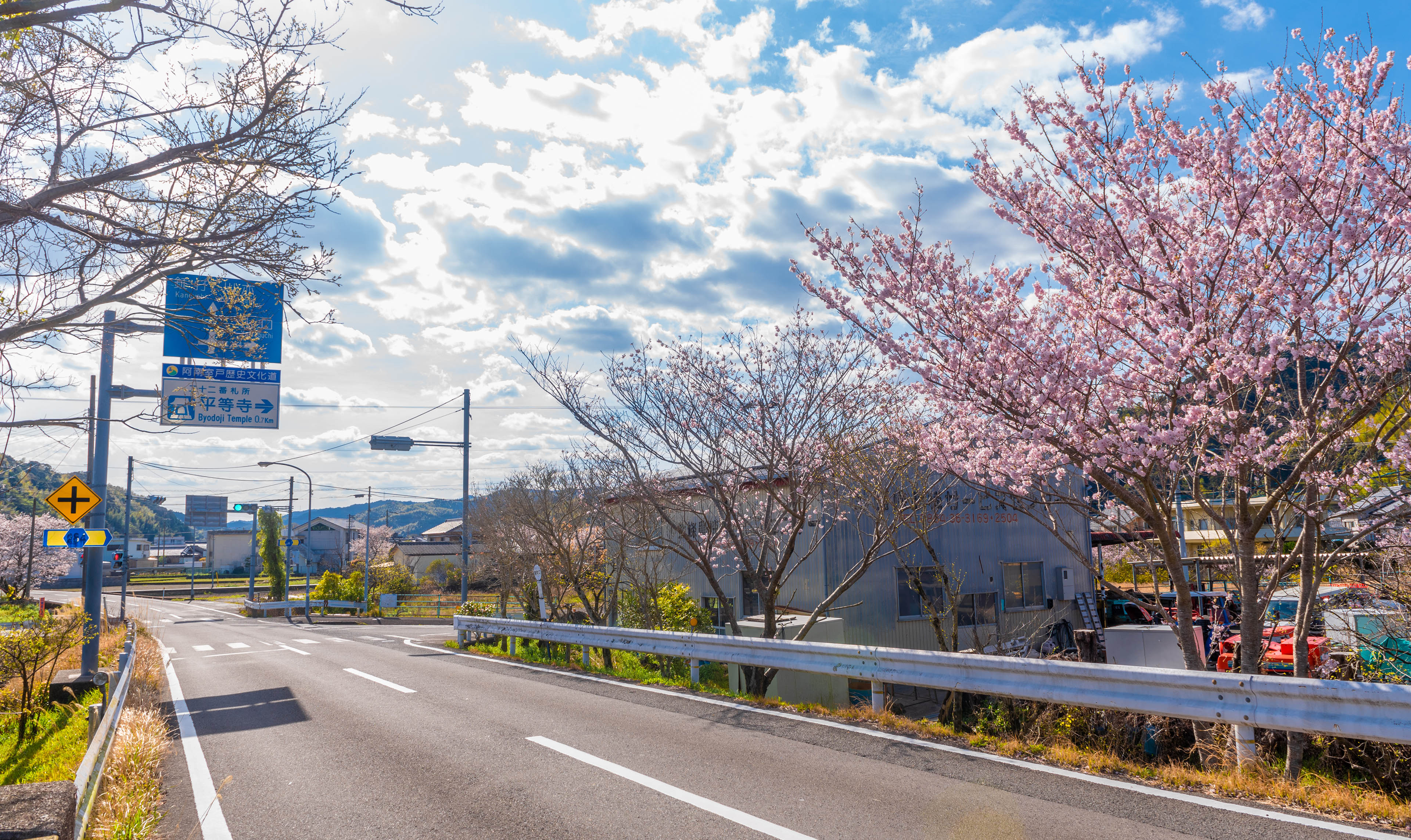
創業地に最も近いLED信号交差点 新野町東馬場
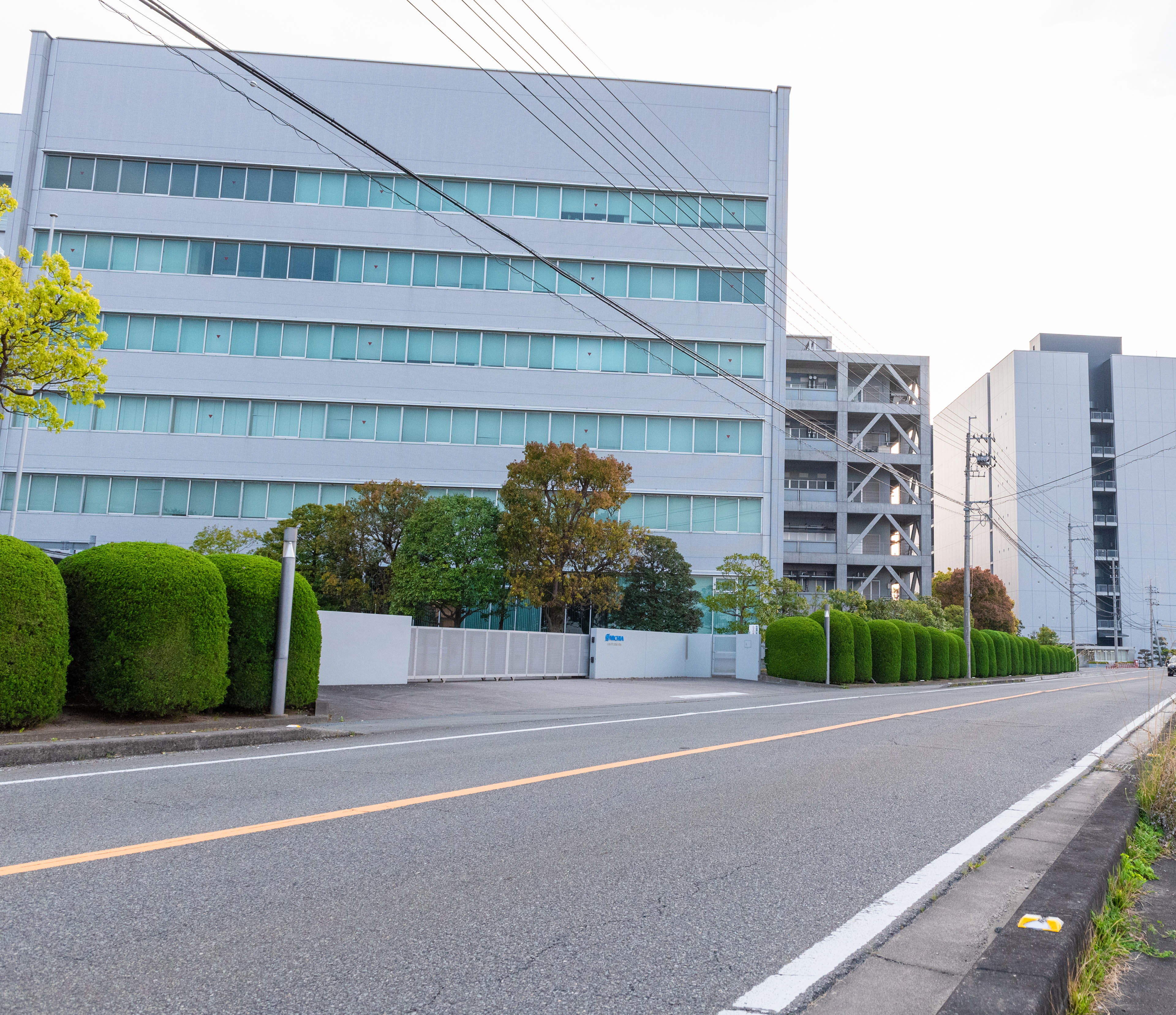
本社（阿南市上中町岡）

## 社名
「日亜」（NICHIA）は、日本の「日」（NICHI）とアジア、アメリカ、オーストラリアの「亜」（A）を表している。社史によれば、この社名には、創業者の「日本を中心に四海仲良く肩を並べて発展していこうという思い」が込められている。

## ダイオード開発
日亜化学工業は、20世紀中には困難と言われていた高輝度の青色発光ダイオードを1993年11月に製品化した。そのほか、青色LEDと蛍光体を組み合わせた白色LEDを開発し、携帯機器のバックライトや車載照明などへの利用が進んだ。また、第3世代光ディスクに不可欠の青紫色LDも開発するなど、同分野の技術開発は大きく進展した。開発を担当した中村修二は2014年のノーベル物理学賞受賞のインタビューで、感謝したい人物の筆頭として在職時の社長であった小川信雄の名を挙げ、「開発したいという私の提案を5秒で決断し、米国留学と中小企業（1988年当時、日亜化学の年間売上高は200億円に満たない程度であった）としては破格の研究開発費を用意して支援してくれた。彼は私が知る最高のベンチャー投資家だ」との主旨を述べた。ただし、中村と日亜は下記のように長らく対立が続いており、中村が2014年の文化勲章授与時にマスコミを通じて日亜に感謝を述べ和解を申し出たが、日亜側は「感謝の気持ちで十分」と面会を断っている。

### ツーフローMOCVD技術特許訴訟
日亜化学工業の元社員である中村修二が、在職時に小川信雄社長（当時）の支援を受けて、窒化ガリウム系化合物単結晶膜の製造に利用可能な「ツーフローMOCVD技術」（通称404特許）を発明した。2001年8月、この特許権帰属確認と後に譲渡対価請求を求めて日亜化学工業を提訴し、注目を集めた。なお、訴訟提起時には小川信雄は既に社長を退いており、娘婿の小川英治が社長に就いていた。2005年1月、裁判所が和解を促し中村も裁判のこれ以上の長期化を嫌ったため両者は和解した。中村は裁判後弁護士とは異なる記者会見を設け「日本の司法は腐っている」と述べた。この訴訟などを機に職務発明の扱いが社会問題になり、特許法の改正が行われた。本訴訟中に日亜化学工業は404特許を「量産には必要のない技術」であるとして無価値であることを幾度も述べ、その特許権を2006年2月に放棄した。日亜化学工業は「アニールp型化現象」が量産化の鍵であったと主張している。中村修二は後にノーベル物理学賞を受賞したが、そのときの共同受賞者である天野浩は中村の功績について、「中村さんは実験の神様みたいな人。あの人がやったから実用化が急速に進んだ。この材料が注目された最大の功績者は中村さんじゃないかと思う」と語っている。

## その他

### YouTube動画を巡る騒動
YouTubeに、製造現場の衛生状態やパワーハラスメントの存在など同社の職場環境を貶める動画を投稿されたとして、同社がYouTubeのアメリカの運営会社に対し、動画を削除するよう依頼したが、運営会社が応じなかったため、同社は徳島地方裁判所に訴訟を提起。その後同地裁は同社の訴えを認め、運営会社に対し動画の削除と発信者情報の開示を命じる仮処分命令を出した。この仮処分命令を受け、動画は一旦削除されたものの、その後別アカウント名で再投稿された。2020年2月17日に同地裁は「動画は公益を図る目的でないことは明らか」などとして、YouTubeの運営会社に対し、動画削除と発信者情報の開示を命じる判決を言い渡した。

### アウティング問題
同社に勤務していた同性愛カップル2人が、性自認を上司によって許可なく社内に伝えられ、人格権を侵害されたと主張し、2024年5月1日付で同社を相手取り損害賠償を求め徳島地方裁判所に提訴した。

## 拠点
徳島県内（阿南市、徳島市、鳴門市）に本社のほか4工場を構えている。台湾、中国、マレーシア等に現地子会社の工場がある。
- 本社

徳島県阿南市。1964年12月、上中工業所として開設。1972年から本社。
- 新野工場（A工場）

徳島県阿南市。会社設立の1956年12月から操業の旧本社。電池材料を製造。
- 辰巳工場（TN工場、TS工場）

徳島県阿南市。1995年2月から操業。敷地面積41万1千平方メートル。蛍光体、LED、電池材料、医薬品原材料、蒸着材料・薄膜材料を製造。
- 徳島工場（V工場）

徳島県徳島市。1974年5月から操業。遷移金属触媒、電子材料を製造。
- 鳴門工場（N工場）

徳島県鳴門市。日本たばこ産業徳島工場跡地で2006年11月から操業。LED応用製品を製造。
- 鹿児島工場（K工場）

鹿児島県南九州市。EMSメーカーの高槻電器工業の拠点を利用して2007年1月から操業。LEDを製造。現在は廃止。
- 東京営業所

東京都港区。
- 大阪営業所

大阪府大阪市淀川区。
- 名古屋営業所

愛知県名古屋市中村区。
- 諏訪技術センター

長野県諏訪郡下諏訪町。
- 徳島研究所

徳島県阿南市上中町。(本社内)
- 横浜研究所

神奈川県横浜市神奈川区。